# 원초적 비디오 테이프
《원초적 비디오 테이프》(Amateur)는 아르헨티나에서 제작된 세바스티안 페릴로 감독의 2016년 스릴러 영화이다. 알레한드로 아와다 등이 주연으로 출연하였고 세바스티안 페릴로 등이 제작에 참여하였다.

## 출연

### 주연
- 알레한드로 아와다
- 에스테반 라모테
- 야즈민 스튜어트
- 엘레오노라 웩슬러

## 기타
- 공동제작: 다니엘 가글리아노
- 의상: 애나 프랑카 오스트로프스키